# Nemezes hikoridió
A nemezes hikoridió (Carya tomentosa) a bükkfavirágúak (Fagales) rendjébe sorolt diófafélék (Juglandaceae) családjában a hikoridió (Carya) nemzetségben a valódi hikorik (Carya fajcsoport) egyik faja, a nemzetség típusfaja. Mind magyarul (molyhos hikori, hamis hikori stb.), mind angolul (white hickory, mockernut hickory) számos további néven is ismert.

## Származása, elterjedése
Az atlantikus–észak-amerikai flóraterületen endemikus. Nagy területen, a flóraterület északi és déli pereme kivételével mindenütt őshonos.

## Megjelenése, felépítése
Kérge barázdált, szürke–világosszürke. Hajtásai erősek.
Nagy (12–19 mm-esek) csúcsrügyeit szőrös, egymást fedő pikkelyek borítják. Szárnyasan összetett levele többnyire 5-7, mindkét végén elkeskenyedő levélkéből áll. Ezek levélkenyél nélkül ülnek a levélnyélen.
Kopáncsa 5 mm vastag. Barna diójának a héja vastag és nagyon kemény. Dióbele édes — néhány változaté meglehetősen nagy, de mindenképpen nehéz kinyerni. Egyik változatát „szögletes diónak” nevezik.

## Életmódja, termőhelye
Leginkább dombhátakon és gerinceken, hegytetőkön nő tölgyekkel elegyesen. Ezeken a helyeken annyira felszaporodhat, hogy egyszerű elegyfából némely erdőtársulásokban karakterfajjá válik. Állománya nagy és stabil; védelme nem szükséges.

## Nemesített fajtái, hibridei
Egy nemesített fajtáját ismerik; ez az 1929-ben törzskönyvezett Droska.

## Felhasználása
Mezőgazdasági jelentősége a vastag dióhéj miatt nincs.
Jó megjelenése miatt szívesen ültetik díszfának. Különösen ősszel látványos, amikor lombja aranyba játszó fényes sárga színt ölt. 

## Képek

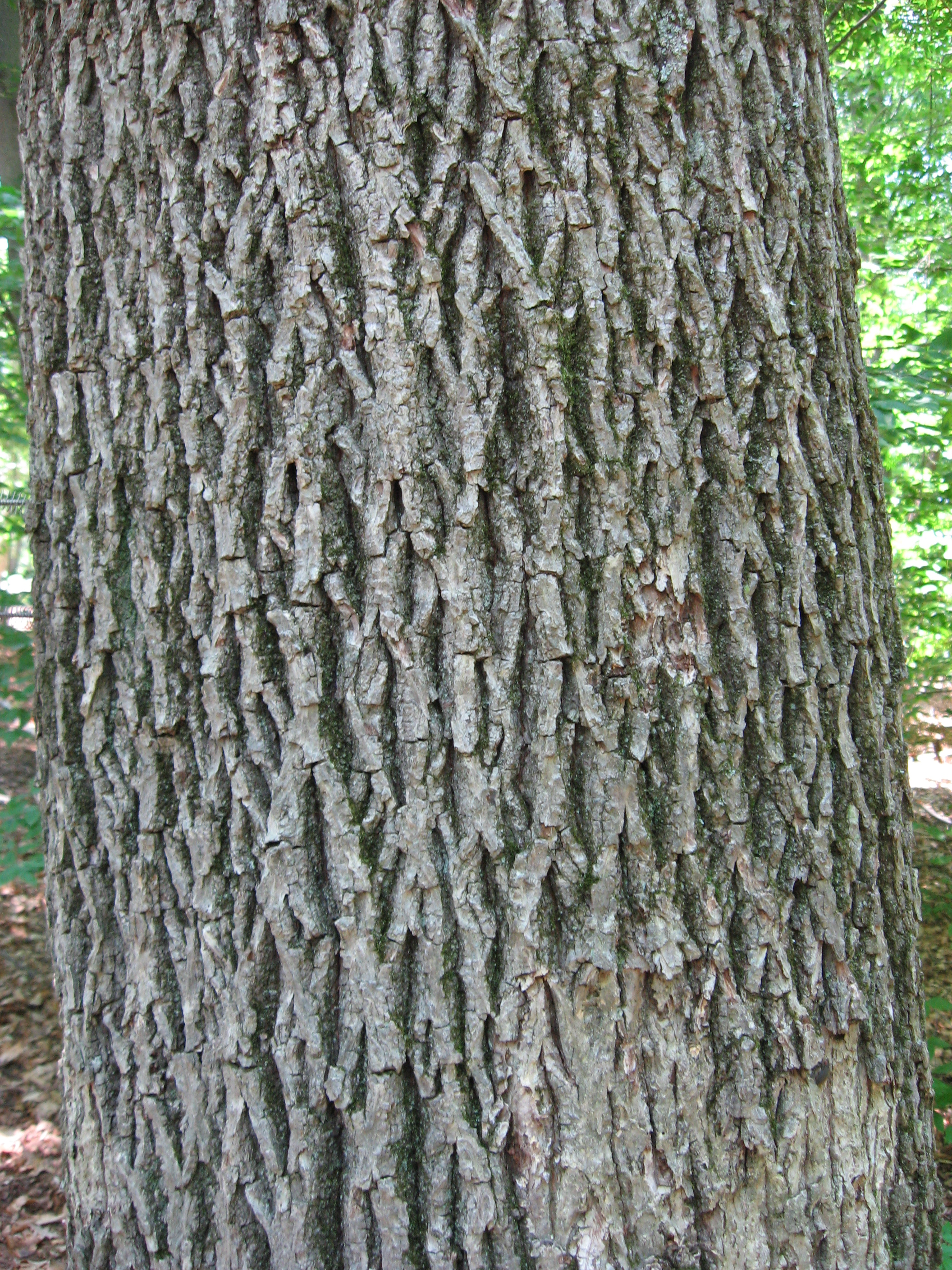
Kérge
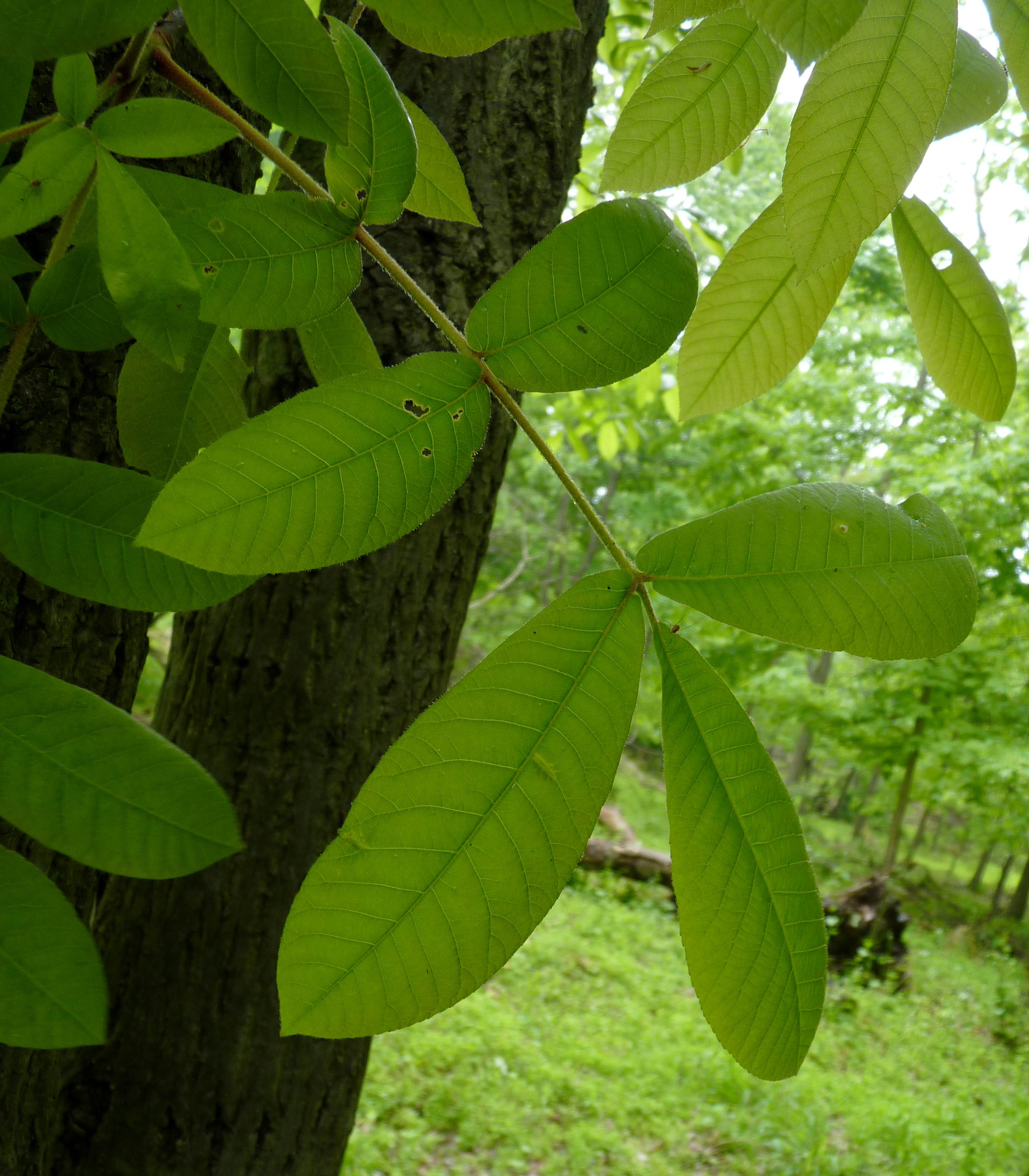
Szárnyasan összetett levele
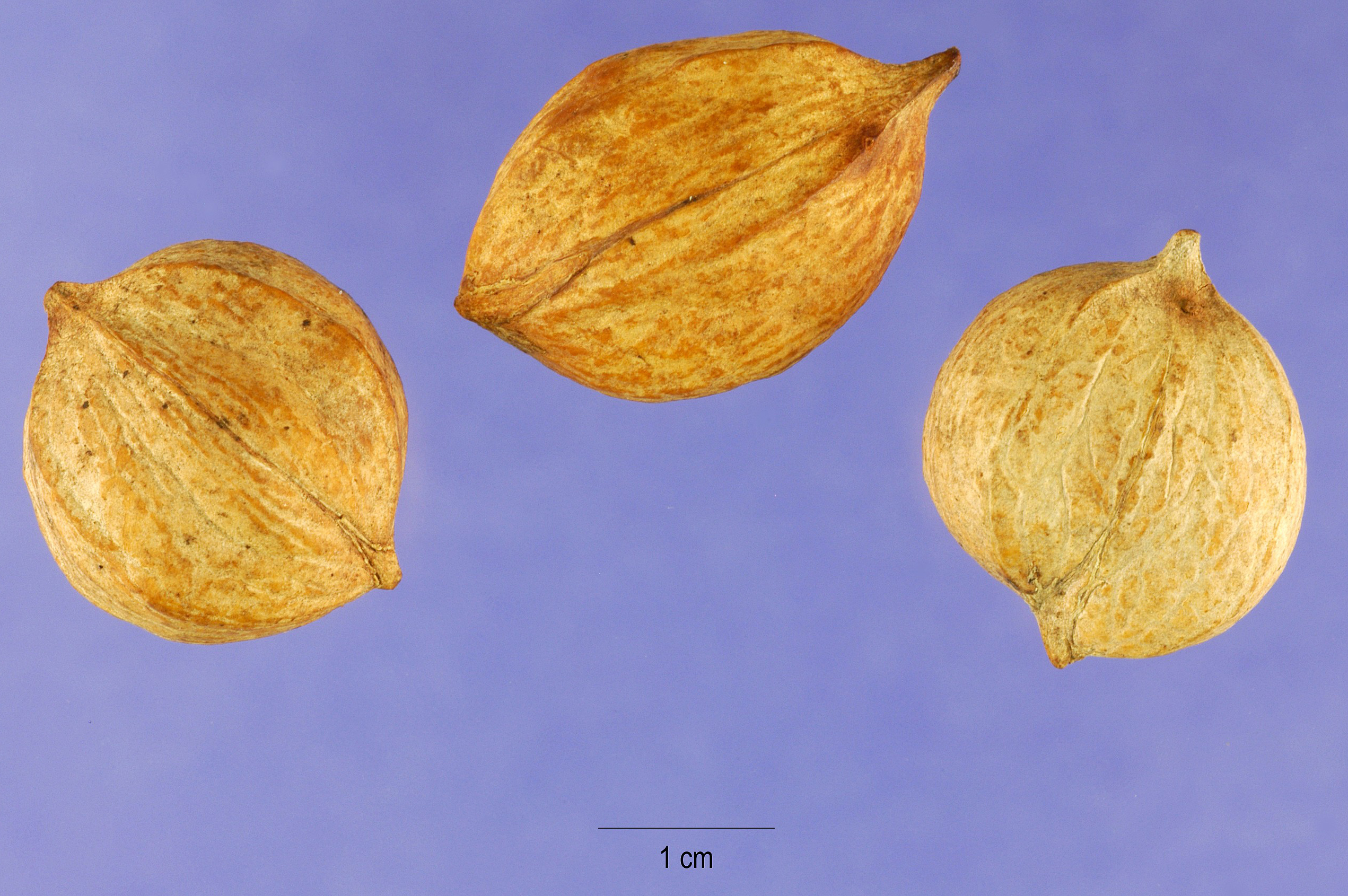
Diói